# Hans von Bodenhausen (Politiker)
Hans Bodo Freiherr von Bodenhausen (* 29. November 1841 in Leipzig; † 7. Mai 1921 in Halle) war ein deutscher Jurist, Landrat und Mitglied des Deutschen Reichstags.

## Leben
Er stammte aus dem in den Freiherrenstand erhobenen Adelsgeschlecht von Bodenhausen und war der Sohn des Rittergutsbesitzers und preußischen Kammerherrn Hans Constantin Freiherr von Bodenhausen († 1861) zu Leipzig, Besitzer des Rittergutes Burgkemnitz und Neukemnitz. Nach dem Tod des Vaters erbte er testamentarisch dessen Gutsbesitz in Burgkemnitz. 1911 kaufte er von Otto von Dewitz das Gut Helpt in Südostmecklenburg.
Hans von Bodenhausen besuchte das Domgymnasium in Naumburg und studierte in Bonn und Berlin.  An der Universität in Berlin wurde er auch 1867 zum Dr. jur. utr. promoviert. Er arbeitete von 1867 bis 1870 als Kammergerichts-Referendar in Berlin und Charlottenburg. Am Deutschen Krieg 1866 und dem Deutsch-Französischen Krieg 1870/71 nahm er im 10. Husaren-Regiment teil. Nach Kriegsende bewirtschaftete von Bodenhausen seine Besitzungen in Burgkemnitz. Von 1881 bis 1899 war er Landrat im Kreis Bitterfeld. Zwischen 1879 und 1881 sowie von 1894 bis 1903 war er Mitglied des Preußischen Abgeordnetenhauses. Von 1884 bis 1890 war er Mitglied des Deutschen Reichstags für den Wahlkreis Regierungsbezirk Merseburg 3 Bitterfeld, Delitzsch und die Deutschkonservative Partei. Zwischen 1908 und 1918 war er Mitglied des Preußischen Herrenhauses.
Hans von Bodenhausen war Mitglied des Corps Borussia Bonn.